# Negativní daň z příjmu
Negativní daň z příjmu nebo negativní důchodová daň (angl. negative income tax, zkratka NIT) je v ekonomii progresivní daňový systém, ve kterém lidé pod určitou hranicí dostávají přídavky od vlády místo toho, aby sami vládě odváděli daň. Takový systém je mezi ekonomy diskutován, ale nikdy nebyl implementován. Autorem myšlenky je britská politička ze 40. let Juliet Rhysová-Williamsová, nápad později rozvinul americký ekonom Milton Friedman.
Negativní daň může být použita k implementaci základního příjmu nebo zaručeného minimálního příjmu.
V typickém systému negativní daně z příjmu neplatí lidé, kteří si vydělají méně než stanovenou hranici (nebo částku právě na oné hranici), žádnou daň z příjmu. Ti, co si vydělají více, zaplatí daň z části příjmu, který se nachází nad stanovenou hranicí. Ti, kteří daně neplatí, navíc dostanou příspěvek, jehož velikost závisí na tom, jak hodně se liší jejich příjem od stanovené hranice.

## Příklad daňového systému s negativní daní
Stát určí hranici, tzv. standardní příjem nebo zaručený minimální příjem, pro kterou platí, že lidé vydělávající méně, neplatí žádnou daň z příjmu. Kromě toho stát stanoví sazbu daně z příjmu. Fungování negativní daně z příjmu ukážeme na rovné dani, ale systém může fungovat obdobně i s progresivní daňovou sazbou.
Dejme tomu, že vláda určí 20 000 Kč měsíčně jako standardní příjem a stanoví 15% sazbu daně z příjmu.
Tabulka příjmů a sociálních dávek pak vypadá následovně:
| Příjem     | Vzorec                    | Daň       | Dávka    | Celkový příjem |
| ---------- | ------------------------- | --------- | -------- | -------------- |
| 0 Kč       | (0 − 20 000) × 0,15       | 0 Kč      | 3 000 Kč | 3 000 Kč       |
| 5 000 Kč   | (5 000 − 20 000) × 0,15   | 0 Kč      | 2 250 Kč | 7 250 Kč       |
| 10 000 Kč  | (10 000 − 20 000) × 0,15  | 0 Kč      | 1 500 Kč | 11 500 Kč      |
| 15 000 Kč  | (15 000 − 20 000) × 0,15  | 0 Kč      | 750 Kč   | 15 750 Kč      |
| 20 000 Kč  | (20 000 − 20 000) × 0,15  | 0 Kč      | 0 Kč     | 20 000 Kč      |
| 30 000 Kč  | (30 000 − 20 000) × 0,15  | 1 500 Kč  | 0 Kč     | 28 500 Kč      |
| 100 000 Kč | (100 000 − 20 000) × 0,15 | 12 000 Kč | 0 Kč     | 88 000 Kč      |

Tento systém se od základního nepodmíněného příjmu (jednotné dávky) liší v tom, že v systému jednotné dávky dostane každý stejnou částku, např. tedy 20 000 Kč nezávisle na svém příjmu. Ve sloupci dávka by tak každý řádek měl částku 20 000 Kč.
Jako standardní příjem si lze určit medián, kdy se jedná o centrální mzdovou hodnotu, kde existují dvě mzdové poloviny (jedna skupina bere více, druhá méně). Medián se každým rokem mění a tabulka příjmů a sociálních dávek tak bude lépe odpovídat tržním podmínkám a aktuální situaci v ekonomice. Lze také užít průměrnou mzdu, která je vyšší než medián, existuje však početnější skupina, která průměrnou mzdu nepobírá (zpravidla 70–80 % lidí).

## Sociální systém
Negativní daň by měla nahradit některé (v některých variantách všechny) ostatní dávky, které stát vyplácí. Výhodou je snadná administrace této dávky – úřad potřebuje pouze znát výši příjmů, kterou zjistí z daňového přiznání. Další výhodou je plynulý přechod dávky, mezní daňová sazba se s rostoucím příjmem nemění, zatímco v tradičních systémech dávek v nezaměstnanosti může pracovník, který z nezaměstnanosti přechází do zaměstnání, čelit vysokým mezním sazbám, což odrazuje od hledání práce.
Nevýhodou negativní daně je, že se složitě vyrovnává se situací, kdy daňový poplatník např. v jednom roce vydělá několik miliónů Kč a v dalších letech nemá žádný zdanitelný příjem. Systém negativní daně by mu pak v letech bez příjmu přiznával sociální dávku. Další nevýhodou je obtížná politická prosaditelnost a příp. nestabilita, protože tlak některých zájmových skupin (důchodci, invalidé, svobodné matky atp.) na výjimky by byl vysoký.

## Propagátoři
V České republice má negativní daň coby náhradu za ostatní dávky strana Svobodní.
Na Slovensku prosazuje daňovou a sociální reformu založenou na negativní dani Sloboda a Solidarita.
V Austrálii prosazuje negativní daň Pirátská strana.
V USA měla negativní daň ve svém programu v roce 2010 Strana zelených.
Ve svojí poslední knize Where Do We Go from Here: Chaos or Community? (1967) napsal laureát Nobelovy ceny za mír Martin Luther King Jr.: „Nyní jsem přesvědčen, že nejjednodušší přístup by byl ten nejefektivnější – řešením, jak se zbavit chudoby, je přímo ji zrušit opatřením, o které se v současnosti velmi diskutuje: zaručeným příjmem.“
Negativní daň je taktéž doporučovaným opatřením mezi většinou akademických ekonomů.
Filozof Matt Zwolinski, sám propagátor negativní daně nebo jednotné dávky, argumentuje, že, navzdory obecnému přesvědčení, se pro zaručený příjem vyslovily i největší osobnosti libertarianismu: John Locke, Thomas Paine, Adam Smith, Milton Friedman, Friedrich Hayek nebo Robert Nozick.